# Llista de topònims de Manlleu
Llista de topònims (noms propis de lloc) del municipi de Manlleu, a Osona
Informació actualitzada per un bot. Els canvis manuals es perdran quan s'actualitzi!

## carrer
| imatge | Nom                           | Ubicat a | instància de | Detalls                                  | coordenades | Protecció                                  | Commons (més fotos)           | Dades a WD                    |
| ------ | ----------------------------- | -------- | ------------ | ---------------------------------------- | --- | ------------------------------------------ | ----------------------------- | ----------------------------- |
|        | carrer del Comte              | Manlleu  | carrer       | Estil: arquitectura barroca 18th century | 42° 00′ 06″ N, 2° 17′ 03″ E / 42.00166°N,2.28422°E ca:C. Comte 460 msnm                                                             | bé integrant del patrimoni cultural català | Carrer del Comte (Manlleu)    | Modifica les dades a Wikidata |
|        | principals carrers de Manlleu | Manlleu  | carrer       | 14th century                             | 41° 59′ 52″ N, 2° 16′ 57″ E / 41.99773°N,2.28261°E ca:C. Torelló, c. Gleva, c. Cavalleria, c. Pont, c. Enric Delaris, c. Sant Martí | bé integrant del patrimoni cultural català | Principals carrers de Manlleu | Modifica les dades a Wikidata |

## casa
| imatge | Nom                                      | Ubicat a | instància de | Detalls                                                  | coordenades                                                                                           | Protecció                                  | Commons (més fotos)                                | Dades a WD                    |
| ------ | ---------------------------------------- | -------- | ------------ | -------------------------------------------------------- | --- | ------------------------------------------ | -------------------------------------------------- | ----------------------------- |
|        | Ca l'Areñas                              | Manlleu  | casa         | Estil: arquitectura eclèctica                            | 41° 59′ 52″ N, 2° 17′ 11″ E / 41.9978°N,2.28635°E ca:Pg. de Sant Joan, 1 444 msnm                     | bé integrant del patrimoni cultural català | Ca l'Areñas (Manlleu)                              | Modifica les dades a Wikidata |
|        | Ca l'Arqués                              | Manlleu  | casa         | Estil: arquitectura eclèctica 1898                       | 41° 59′ 55″ N, 2° 17′ 01″ E / 41.99864°N,2.28352°E ca:C. de Sant Domènec, 25 445 msnm                 | bé integrant del patrimoni cultural català | Ca l'Arqués                                        | Modifica les dades a Wikidata |
|        | Ca l'Esteve                              | Manlleu  | casa         | Estil: arquitectura popular                              | 41° 59′ 56″ N, 2° 17′ 07″ E / 41.99893°N,2.28537°E ca:C. del Pont, 40 445 msnm                        | bé integrant del patrimoni cultural català | Ca l'Esteve (Manlleu)                              | Modifica les dades a Wikidata |
|        | Ca la Reina de les Pageses               | Manlleu  | casa         | Estil: arquitectura barroca 18th century                 | 42° 00′ 07″ N, 2° 17′ 06″ E / 42.00207°N,2.28491°E ca:Pl. Grau, 7 460 msnm                            | bé integrant del patrimoni cultural català | Ca la Reina de les Pageses                         | Modifica les dades a Wikidata |
|        | Cal Sastre                               | Manlleu  | casa         | Estil: arquitectura modernista                           | 42° 00′ 05″ N, 2° 17′ 02″ E / 42.0013°N,2.28383°E ca:Plaça de Dalt Vila, 8                            | bé integrant del patrimoni cultural català | Cal Sastre (Manlleu)                               | Modifica les dades a Wikidata |
|        | Can Casacuberta                          | Manlleu  | casa         | Estil: arquitectura popular 19th century                 | 41° 59′ 55″ N, 2° 17′ 04″ E / 41.99862°N,2.28448°E ca:C. de Sant Domènec, 11 445 msnm                 | bé integrant del patrimoni cultural català | Can Casacuberta (Manlleu)                          | Modifica les dades a Wikidata |
|        | Can Grau                                 | Manlleu  | casa         | Estil: arquitectura popular 20th century                 | 41° 59′ 55″ N, 2° 17′ 03″ E / 41.99867°N,2.28408°E ca:C. de Sant Domènec, 15-17 445 msnm              | bé integrant del patrimoni cultural català | Can Grau (Manlleu)                                 | Modifica les dades a Wikidata |
|        | Can Grivé                                | Manlleu  | casa         | Estil: arquitectura eclèctica 1894                       | 41° 59′ 57″ N, 2° 16′ 55″ E / 41.9993°N,2.28205°E ca:C. Sant Jaume, 9 446 msnm                        | bé integrant del patrimoni cultural català | Can Grivé                                          | Modifica les dades a Wikidata |
|        | Can Jaumira                              | Manlleu  | casa         | Estil: arquitectura popular                              | 41° 59′ 54″ N, 2° 17′ 08″ E / 41.99834°N,2.2855°E ca:C. del Pont, 50 445 msnm                         | bé integrant del patrimoni cultural català | Can Jaumira                                        | Modifica les dades a Wikidata |
|        | Can Molas                                | Manlleu  | casa         | Estil: arquitectura popular 1888                         | 41° 59′ 47″ N, 2° 17′ 09″ E / 41.99649°N,2.28595°E ca:Via Ausetània, 2 453 msnm                       | bé integrant del patrimoni cultural català | Can Molas (Manlleu)                                | Modifica les dades a Wikidata |
|        | Can Muntada                              | Manlleu  | casa         | Estil: arquitectura popular                              | 41° 59′ 52″ N, 2° 17′ 09″ E / 41.99783°N,2.28584°E ca:C. del Pont, 77 446 msnm                        | bé integrant del patrimoni cultural català | Can Muntada (Manlleu)                              | Modifica les dades a Wikidata |
|        | Can Muntal                               | Manlleu  | casa         | Estil: arquitectura eclèctica 1894                       | 41° 59′ 57″ N, 2° 16′ 59″ E / 41.9992°N,2.28314°E ca:C. Enric Delaris, 31 446 msnm                    | bé integrant del patrimoni cultural català | Can Muntal (Manlleu)                               | Modifica les dades a Wikidata |
|        | Can Nasi Paleta                          | Manlleu  | casa         | Estil: arquitectura popular 20th century                 | 42° 00′ 03″ N, 2° 17′ 12″ E / 42.00094°N,2.28653°E ca:C. de la Cavalleria, 13 446 msnm                | bé integrant del patrimoni cultural català | Can Nasi Paleta                                    | Modifica les dades a Wikidata |
|        | Can Portus                               | Manlleu  | casa         | Estil: arquitectura popular 20th century                 | 41° 59′ 58″ N, 2° 16′ 57″ E / 41.99949°N,2.28238°E ca:C. Sant Jaume, 12 446 msnm                      | bé integrant del patrimoni cultural català | Can Portus                                         | Modifica les dades a Wikidata |
|        | Can Puget                                | Manlleu  | casa         | Estil: arquitectura neoclàssica                          | 42° 00′ 04″ N, 2° 17′ 01″ E / 42.0011°N,2.28365°E ca:Pl. Dalt de la Vila, 3 i Alta Cortada, 1         | bé cultural d'interès local                | Can Puget (Manlleu)                                | Modifica les dades a Wikidata |
|        | Can Rifà                                 | Manlleu  | casa         | Estil: arquitectura popular 19th century                 | 41° 59′ 55″ N, 2° 16′ 58″ E / 41.99864°N,2.28291°E ca:C. Enric Delaris, 52 445 msnm                   | bé integrant del patrimoni cultural català | Can Rifà (Manlleu)                                 | Modifica les dades a Wikidata |
|        | Can Roqué                                | Manlleu  | casa         | Estil: arquitectura eclèctica 19th century               | 41° 59′ 57″ N, 2° 16′ 56″ E / 41.9993°N,2.28219°E ca:C. Sant Jaume, 7 - c. Sant Antoni 446 msnm       | bé integrant del patrimoni cultural català | Can Roqué                                          | Modifica les dades a Wikidata |
|        | Can Sanglàs                              | Manlleu  | casa         | Estil: arquitectura popular 20th century                 | 41° 59′ 55″ N, 2° 17′ 06″ E / 41.99867°N,2.28488°E ca:C. Sant Domènec, 7 445 msnm                     | bé integrant del patrimoni cultural català | Can Sanglàs                                        | Modifica les dades a Wikidata |
|        | Can Senties                              | Manlleu  | casa         | Estil: arquitectura popular                              | 41° 59′ 59″ N, 2° 16′ 59″ E / 41.99984°N,2.283°E ca:C. Enric Delaris, 20 446 msnm                     | bé integrant del patrimoni cultural català | Can Senties                                        | Modifica les dades a Wikidata |
|        | Casa Andreu i Font                       | Manlleu  | casa         | Estil: arquitectura eclèctica 19th century               | 42° 00′ 02″ N, 2° 17′ 06″ E / 42.00044°N,2.28498°E ca:C. del Pont, 6 448 msnm                         | bé integrant del patrimoni cultural català | Casa Andreu i Font                                 | Modifica les dades a Wikidata |
|        | Casa Barroca                             | Manlleu  | casa         | Estil: arquitectura popular 18th century                 | 41° 59′ 56″ N, 2° 17′ 05″ E / 41.99884°N,2.28474°E ca:C. Sant Domènec, 10 445 msnm                    | bé integrant del patrimoni cultural català | Casa Barroca (Manlleu)                             | Modifica les dades a Wikidata |
|        | Casa Curós Vilardell                     | Manlleu  | casa         | Estil: noucentisme 20th century                          | 42° 00′ 01″ N, 2° 17′ 10″ E / 42.00033°N,2.28602°E ca:Pg. Sant Joan, 54 447 msnm                      | bé integrant del patrimoni cultural català | Casa Curós Vilardell                               | Modifica les dades a Wikidata |
|        | Casa Garcia                              | Manlleu  | casa         | Estil: arquitectura eclèctica 20th century               | 41° 59′ 57″ N, 2° 17′ 07″ E / 41.99909°N,2.28532°E ca:C. del Pont, 36 445 msnm                        | bé integrant del patrimoni cultural català | Casa Garcia                                        | Modifica les dades a Wikidata |
|        | Casa Gorchs                              | Manlleu  | casa         | Estil: arquitectura eclèctica 1895                       | 41° 59′ 58″ N, 2° 17′ 01″ E / 41.99947°N,2.28353°E ca:C. Fedanci, 12 446 msnm                         | bé integrant del patrimoni cultural català | Casa Gorchs                                        | Modifica les dades a Wikidata |
|        | Casa Gras                                | Manlleu  | casa         | Estil: arquitectura eclèctica 20th century               | 42° 00′ 05″ N, 2° 17′ 03″ E / 42.00141°N,2.28423°E ca:Pl. de la Quintana, 2 460 msnm                  | bé integrant del patrimoni cultural català | Casa Gras (Manlleu)                                | Modifica les dades a Wikidata |
|        | Casa Mateu                               | Manlleu  | casa         | Estil: arquitectura modernista 20th century              | 41° 59′ 58″ N, 2° 16′ 59″ E / 41.99949°N,2.28318°E ca:C. Enric Delaris, 23 446 msnm                   | bé integrant del patrimoni cultural català | Casa Mateu (Manlleu)                               | Modifica les dades a Wikidata |
|        | Casa Palau Surroca                       | Manlleu  | casa         |                                                          | 42° 00′ 05″ N, 2° 17′ 04″ E / 42.00127°N,2.28446°E ca:Pl. de Crist Rei, 5 460 msnm                    | bé integrant del patrimoni cultural català | Casa Palau Surroca                                 | Modifica les dades a Wikidata |
|        | Casa Quintana                            | Manlleu  | casa         | 1905                                                     | 41° 59′ 58″ N, 2° 16′ 47″ E / 41.99949°N,2.27972°E ca:C. Santiago Rusiñol, 16-18 448 msnm             | bé integrant del patrimoni cultural català | Casa Quintana (Manlleu)                            | Modifica les dades a Wikidata |
|        | Casa Sardà                               | Manlleu  | casa         | Estil: arquitectura eclèctica 1885                       | 41° 59′ 58″ N, 2° 16′ 50″ E / 41.99942°N,2.28056°E ca:C. Santiago Rusiñol, 2 - c. Vendrell 447 msnm   | bé integrant del patrimoni cultural català | Casa Sardà (Manlleu)                               | Modifica les dades a Wikidata |
|        | Casa Valls                               | Manlleu  | casa         | Estil: arquitectura modernista 20th century              | 41° 59′ 53″ N, 2° 17′ 09″ E / 41.99814°N,2.2857°E ca:C. del Pont, 73 446 msnm                         | bé integrant del patrimoni cultural català | Casa Valls (Manlleu)                               | Modifica les dades a Wikidata |
|        | Casa Vilaró                              | Manlleu  | casa         | Estil: arquitectura popular 1908                         | 42° 00′ 04″ N, 2° 17′ 04″ E / 42.001°N,2.28431°E ca:Pl. de Crist Rei, 1 459 msnm                      | bé integrant del patrimoni cultural català | Casa Vilaró (Manlleu)                              | Modifica les dades a Wikidata |
|        | Casa Vilaseca                            | Manlleu  | casa         | Estil: noucentisme 17th century                          | 41° 59′ 55″ N, 2° 17′ 05″ E / 41.99873°N,2.28465°E ca:C. de Sant Domènec, 9 445 msnm                  | bé integrant del patrimoni cultural català | Casa Vilaseca (Manlleu)                            | Modifica les dades a Wikidata |
|        | Casalot de Can Puget                     | Manlleu  | casa         | Estil: arquitectura popular 19th century                 | 42° 00′ 03″ N, 2° 16′ 59″ E / 42.000835°N,2.283015°E ca:C. de la Font, 14 456 msnm                    | bé integrant del patrimoni cultural català | Casalot de Can Puget                               | Modifica les dades a Wikidata |
|        | Cau Faluga                               | Manlleu  | casa         | Estil: arquitectura modernista 19th century              | 41° 59′ 45″ N, 2° 15′ 27″ E / 41.995812°N,2.257626°E Colònia Rusiñol 454 msnm                         | bé cultural d'interès local                | Cau Faluga                                         | Modifica les dades a Wikidata |
|        | Plaça de Fra Bernadí, 32-33              | Manlleu  | casa         | Estil: noucentisme 20th century                          | 42° 00′ 01″ N, 2° 17′ 04″ E / 42.00036°N,2.28442°E ca:Pl. de Fra Bernadí, 32-33 446 msnm              | bé integrant del patrimoni cultural català | Habitatge a la plaça de Fra Bernardí, 32-33        | Modifica les dades a Wikidata |
|        | casa Almeda                              | Manlleu  | casa         | Estil: arquitectura eclèctica 20th century               | 41° 59′ 58″ N, 2° 17′ 07″ E / 41.99933°N,2.28536°E ca:C. del Pont, 33 446 msnm                        | bé integrant del patrimoni cultural català | Casa Almeda                                        | Modifica les dades a Wikidata |
|        | casa Dot                                 | Manlleu  | casa         | Estil: noucentisme 20th century                          | 41° 59′ 58″ N, 2° 17′ 07″ E / 41.99945°N,2.28533°E ca:C. del Pont, 29 446 msnm                        | bé integrant del patrimoni cultural català | Casa Dot (Manlleu)                                 | Modifica les dades a Wikidata |
|        | casa Vilamala                            | Manlleu  | casa         | Estil: noucentisme                                       | 42° 00′ 01″ N, 2° 17′ 05″ E / 42.0003°N,2.2846°E                                                      | bé integrant del patrimoni cultural català | Casa Vilamala (Manlleu)                            | Modifica les dades a Wikidata |
|        | casa del carrer Fedanci, 4               | Manlleu  | casa         | Estil: noucentisme 20th century                          | 41° 59′ 58″ N, 2° 17′ 00″ E / 41.99941°N,2.28329°E ca:C. Fedanci, 4 446 msnm                          | bé integrant del patrimoni cultural català | Casa del carrer Fedanci, 4                         | Modifica les dades a Wikidata |
|        | casa del carrer Santiago Rusiñol, 39     | Manlleu  | casa         | 20th century                                             | 41° 59′ 58″ N, 2° 16′ 38″ E / 41.99951°N,2.27722°E ca:C. Santiago Rusiñol, 39 450 msnm                | bé integrant del patrimoni cultural català | Casa del carrer Santiago Rusiñol, 39               | Modifica les dades a Wikidata |
|        | casa del carrer Santiago Rusiñol, 41     | Manlleu  | casa         | Estil: arquitectura modernista 20th century              | 41° 59′ 58″ N, 2° 16′ 38″ E / 41.99951°N,2.2771°E ca:C. Santiago Rusiñol, 41 450 msnm                 | bé integrant del patrimoni cultural català | Casa del carrer Santiago Rusiñol, 41               | Modifica les dades a Wikidata |
|        | el Coro                                  | Manlleu  | casa         | 19th century                                             | 42° 00′ 01″ N, 2° 17′ 11″ E / 42.00027°N,2.28635°E ca:Pg. Sant Joan, 50-52 - c. Torrent Magí 445 msnm | bé cultural d'interès local                | El Coro (Manlleu)                                  | Modifica les dades a Wikidata |
|        | habitatge a la plaça de Fra Bernadí, 1   | Manlleu  | casa         | 20th century                                             | 42° 00′ 01″ N, 2° 17′ 02″ E / 42.00041°N,2.28391°E ca:Pl. de Fra Bernadí, 1 446 msnm                  | bé integrant del patrimoni cultural català | Habitatge a la plaça de Fra Bernadí, 1             | Modifica les dades a Wikidata |
|        | habitatge a la plaça de Fra Bernadí, 14  | Manlleu  | casa         | Estil: arquitectura eclèctica 20th century               | 41° 59′ 58″ N, 2° 17′ 02″ E / 41.99948°N,2.28393°E ca:Pl. de Fra Bernadí, 14 446 msnm                 | bé integrant del patrimoni cultural català | Habitatge a la plaça de Fra Bernadí, 14            | Modifica les dades a Wikidata |
|        | habitatge a la plaça de Fra Bernadí, 23  | Manlleu  | casa         | 20th century                                             | 41° 59′ 59″ N, 2° 17′ 05″ E / 41.99963°N,2.28469°E ca:Pl. de Fra Bernadí, 23 446 msnm                 | bé integrant del patrimoni cultural català | Habitatge a la plaça de Fra Bernadí, 23            | Modifica les dades a Wikidata |
|        | habitatge a la plaça de Fra Bernardí, 10 | Manlleu  | casa         | Estil: arquitectura modernista 20th century              | 41° 59′ 58″ N, 2° 17′ 01″ E / 41.99947°N,2.28364°E ca:Plaça de Fra Bernardí, 10 446 msnm              | bé integrant del patrimoni cultural català | Habitatge a la plaça de Fra Bernadí, 10            | Modifica les dades a Wikidata |
|        | habitatge al carrer Santiago Rusiñol, 24 | Manlleu  | casa         | Estil: arquitectura popular 20th century                 | 41° 59′ 58″ N, 2° 16′ 45″ E / 41.99956°N,2.27917°E ca:C. Santiago Rusiñol, 24 448 msnm                | bé integrant del patrimoni cultural català | Habitatge al carrer Santiago Rusiñol, 24 (Manlleu) | Modifica les dades a Wikidata |
|        | habitatge al carrer Torelló, 2           | Manlleu  | casa         | Estil: arquitectura popular 18th century                 | 42° 00′ 08″ N, 2° 17′ 06″ E / 42.00225°N,2.28509°E ca:C. Torelló, 2 456 msnm                          | bé integrant del patrimoni cultural català | Habitatge al carrer Torelló, 2                     | Modifica les dades a Wikidata |
|        | habitatge al carrer Tras lo Mur, 26      | Manlleu  | casa         | Estil: arquitectura popular                              | 42° 00′ 07″ N, 2° 17′ 04″ E / 42.00192°N,2.28442°E ca:C. Tras lo Mur, 26 460 msnm                     | bé integrant del patrimoni cultural català | Habitatge al carrer Tras lo Mur, 26                | Modifica les dades a Wikidata |
|        | habitatge al carrer de Sant Domènec, 23  | Manlleu  | casa         | Estil: arquitectura popular                              | 41° 59′ 55″ N, 2° 17′ 01″ E / 41.99865°N,2.28363°E ca:C. Sant Domènec, 23 445 msnm                    | bé integrant del patrimoni cultural català | Habitatge al carrer de Sant Domènec, 23 (Manlleu)  | Modifica les dades a Wikidata |
|        | habitatge al carrer de la Passió, 4      | Manlleu  | casa         | Estil: arquitectura popular                              | 42° 00′ 00″ N, 2° 17′ 11″ E / 41.99991°N,2.28626°E ca:C. de la Passió, 4 446 msnm                     | bé integrant del patrimoni cultural català | Habitatge al carrer de la Passió, 4 (Manlleu)      | Modifica les dades a Wikidata |
|        | habitatge al carrer del Pont, 10         | Manlleu  | casa         | Estil: noucentisme Estat: enderrocat o destruït          | 42° 00′ 01″ N, 2° 17′ 06″ E / 42.00032°N,2.285°E                                                      |                                            |                                                    | Modifica les dades a Wikidata |
|        | habitatge al carrer del Pont, 27         | Manlleu  | casa         | Estil: arquitectura popular                              | 41° 59′ 58″ N, 2° 17′ 07″ E / 41.99954°N,2.28532°E ca:C. del Pont, 27 445 msnm                        | bé integrant del patrimoni cultural català | Habitatge al carrer del Pont, 27 (Manlleu)         | Modifica les dades a Wikidata |
|        | habitatge al carrer del Pont, 32         | Manlleu  | casa         | Estil: arquitectura popular Estat: enderrocat o destruït | 41° 59′ 58″ N, 2° 17′ 07″ E / 41.99934°N,2.28526°E ca:C. del Pont, 32 (enderrocat) 445 msnm           | bé integrant del patrimoni cultural català | Habitatge al carrer del Pont, 32 (Manlleu)         | Modifica les dades a Wikidata |
|        | habitatge al carrer del Pont, 35         | Manlleu  | casa         | Estil: arquitectura popular                              | 41° 59′ 57″ N, 2° 17′ 07″ E / 41.99924°N,2.2854°E ca:C. del Pont, 35 445 msnm                         | bé integrant del patrimoni cultural català | Habitatge al carrer del Pont, 35 (Manlleu)         | Modifica les dades a Wikidata |
|        | habitatge al carrer del Pont, 38         | Manlleu  | casa         | Estil: arquitectura popular                              | 41° 59′ 57″ N, 2° 17′ 08″ E / 41.99907°N,2.28544°E ca:C. del Pont, 38 445 msnm                        | bé integrant del patrimoni cultural català | Habitatge al carrer del Pont, 38 (Manlleu)         | Modifica les dades a Wikidata |
|        | habitatge al carrer del Pont, 39-41      | Manlleu  | casa         | Estil: arquitectura popular                              | 41° 59′ 57″ N, 2° 17′ 08″ E / 41.99907°N,2.28544°E ca:C. del Pont, 39-41 445 msnm                     | bé integrant del patrimoni cultural català | Habitatge al carrer del Pont, 39-41 (Manlleu)      | Modifica les dades a Wikidata |
|        | habitatge al carrer del Pont, 4          | Manlleu  | casa         | Estil: arquitectura popular                              | 42° 00′ 02″ N, 2° 17′ 06″ E / 42.00052°N,2.28496°E ca:C. del Pont, 4 450 msnm                         | bé integrant del patrimoni cultural català | Habitatge al carrer del Pont, 4 (Manlleu)          | Modifica les dades a Wikidata |

## colònia industrial
| imatge | Nom             | Ubicat a | instància de       | Detalls                                  | coordenades                                                                    | Protecció                                  | Commons (més fotos) | Dades a WD                    |
| ------ | --------------- | -------- | ------------------ | ---------------------------------------- | ------------------------------------------------------------------------------ | ------------------------------------------ | ------------------- | ----------------------------- |
|        | Colònia Rusiñol | Manlleu  | colònia industrial | Estil: arquitectura popular 19th century | 41° 59′ 45″ N, 2° 15′ 29″ E / 41.995701°N,2.257999°E ca:Ctra. BV-4608 454 msnm | bé integrant del patrimoni cultural català | Colònia Rusiñol     | Modifica les dades a Wikidata |
|        | el Dolcet       | Manlleu  | colònia industrial | Estil: arquitectura popular 1862         | 41° 59′ 50″ N, 2° 15′ 56″ E / 41.997234°N,2.265561°E ca:Pg. del Ter 451 msnm   | bé cultural d'interès local                | El Dolcet (Manlleu) | Modifica les dades a Wikidata |

## edifici
| imatge | Nom                                                 | Ubicat a | instància de             | Detalls                                     | coordenades                                                                                         | Protecció                                  | Commons (més fotos)                                 | Dades a WD                    |
| ------ | --------------------------------------------------- | -------- | ------------------------ | ------------------------------------------- | --------------------------------------------------------------------------------------------------- | ------------------------------------------ | --------------------------------------------------- | ----------------------------- |
|        | Annex Can Puget                                     | Manlleu  | edifici                  | Estil: arquitectura popular                 | 42° 00′ 05″ N, 2° 17′ 00″ E / 42.00126°N,2.28336°E ca:C. Alta Cortada, 2 450 msnm                   | bé integrant del patrimoni cultural català | Annex Can Puget                                     | Modifica les dades a Wikidata |
|        | Blocs d'en Garcia                                   | Manlleu  | edifici                  |                                             | 42° 00′ 26″ N, 2° 17′ 00″ E / 42.0072°N,2.28321°E                                                   | bé integrant del patrimoni cultural català | Blocs d'en Garcia (Manlleu)                         | Modifica les dades a Wikidata |
|        | Ca l'Escolà                                         | Manlleu  | edifici                  | Estil: arquitectura eclèctica               | 42° 00′ 14″ N, 2° 14′ 42″ E / 42.0039°N,2.24497°E                                                   | bé integrant del patrimoni cultural català |                                                     | Modifica les dades a Wikidata |
|        | Ca l'Oliveras, restes de parets i la Torre Almeda   | Manlleu  | edifici                  | Estil: arquitectura popular 19th century    | 42° 00′ 03″ N, 2° 16′ 54″ E / 42.00093°N,2.28171°E ca:C. d'Alta Cortada, 23 460 msnm                | bé integrant del patrimoni cultural català | Ca l'Oliveras, restes de parets i la Torre Almeda   | Modifica les dades a Wikidata |
|        | Caixa Manlleu                                       | Manlleu  | edifici                  |                                             | 41° 59′ 59″ N, 2° 17′ 05″ E / 41.99983°N,2.2846°E ca:Pl. Sant Bernadí, 24 - c. Sant Jordi 446 msnm  | bé integrant del patrimoni cultural català | Caixa Manlleu (Manlleu)                             | Modifica les dades a Wikidata |
|        | Can Buxó                                            | Manlleu  | edifici                  | Estil: arquitectura popular                 | 41° 59′ 41″ N, 2° 17′ 02″ E / 41.99463°N,2.28387°E ca:Via Ausetània, 11 441 msnm                    | bé integrant del patrimoni cultural català | Can Buixó (Manlleu)                                 | Modifica les dades a Wikidata |
|        | Cooperativa de Pa i Queviures                       | Manlleu  | edifici                  | Estil: noucentisme 1911                     | 42° 00′ 00″ N, 2° 17′ 01″ E / 42.00005°N,2.28362°E ca:Pl. de Fra Bernadí, 5 446 msnm                | bé integrant del patrimoni cultural català | Cooperativa de Pa i Queviures                       | Modifica les dades a Wikidata |
|        | Entrada a la seu del Foment Mercantil               | Manlleu  | edifici                  | Estil: arquitectura popular                 | 41° 59′ 58″ N, 2° 16′ 57″ E / 41.99945°N,2.28259°E ca:C. Sant Jaume, 6 446 msnm                     | bé integrant del patrimoni cultural català | Entrada a la seu del Foment Mercantil               | Modifica les dades a Wikidata |
|        | Escola bressol municipal Colors                     | Manlleu  | edifici                  | 2004                                        | 42° 00′ 15″ N, 2° 16′ 55″ E / 42.00417°N,2.28205°E ca:C. del Ter, 52-54 465 msnm                    | bé integrant del patrimoni cultural català | Escola bressol municipal Colors                     | Modifica les dades a Wikidata |
|        | Fonda Magí                                          | Manlleu  | edifici                  | Estil: arquitectura modernista 1924         | 41° 59′ 56″ N, 2° 17′ 08″ E / 41.99876°N,2.28553°E ca:Carrer del Pont, 49 445 msnm                  | bé integrant del patrimoni cultural català | Fonda Magí (Manlleu)                                | Modifica les dades a Wikidata |
|        | Museu Industrial del Ter - Can Sanglas              | Manlleu  | edifici museu industrial | Estil: arquitectura popular 2004-06         | 41° 59′ 57″ N, 2° 17′ 24″ E / 41.99919°N,2.28993°E Manlleu                                          | bé cultural d'interès local                | Can Sanglas                                         | Modifica les dades a Wikidata |
|        | Vista Alegre                                        | Manlleu  | edifici                  | Estil: arquitectura modernista 20th century | 41° 59′ 42″ N, 2° 16′ 58″ E / 41.99506°N,2.28268°E ca:Via Ausetània, carretera B-522, km 7 449 msnm | bé integrant del patrimoni cultural català | Vista Alegre (Manlleu)                              | Modifica les dades a Wikidata |
|        | centre Catòlic                                      | Manlleu  | edifici                  | Estil: arquitectura eclèctica 19th century  | 42° 00′ 01″ N, 2° 17′ 07″ E / 42.00023°N,2.28517°E ca:C. del Pont, 9 447 msnm                       | bé integrant del patrimoni cultural català | Centre Catòlic de Manlleu                           | Modifica les dades a Wikidata |
|        | edifici de l'estació transformadora del ferrocarril | Manlleu  | edifici                  | Estil: arquitectura popular 20th century    | 42° 00′ 05″ N, 2° 16′ 08″ E / 42.00138°N,2.26893°E ca:Carretera BV-4608, km 22 466 msnm             | bé integrant del patrimoni cultural català | Edifici de l'estació transformadora del ferrocarril | Modifica les dades a Wikidata |

## església
| imatge | Nom                                                 | Ubicat a | instància de     | Detalls                                                                  | coordenades                                                                           | Protecció                                  | Commons (més fotos)                                           | Dades a WD                    |
| ------ | --------------------------------------------------- | -------- | ---------------- | ------------------------------------------------------------------------ | ------------------------------------------------------------------------------------- | ------------------------------------------ | ------------------------------------------------------------- | ----------------------------- |
|        | Nostra Senyora de Gràcia de Manlleu                 | Manlleu  | església         | Estil: arquitectura eclèctica                                            | 42° 00′ 05″ N, 2° 16′ 26″ E / 42.00127°N,2.27378°E ca:Barri de Gràcia 466 msnm        | bé integrant del patrimoni cultural català | Nostra Senyora de Gràcia de Manlleu                           | Modifica les dades a Wikidata |
|        | Sagrat Cor dels Germans de la Salle                 | Manlleu  | església         | 20th century                                                             | 41° 59′ 52″ N, 2° 16′ 57″ E / 41.99773°N,2.28261°E ca:C. d'Enric Delaris, 66 444 msnm | bé integrant del patrimoni cultural català | Sagrat Cor dels Germans de la Salle (Manlleu)                 | Modifica les dades a Wikidata |
|        | Sant Esteve de Vila-setrú                           | Manlleu  | església         | Estil: arquitectura romànica arquitectura barroca arquitectura eclèctica | 42° 00′ 25″ N, 2° 16′ 13″ E / 42.007°N,2.27027°E                                      | bé integrant del patrimoni cultural català | Sant Esteve de Vila-setrú                                     | Modifica les dades a Wikidata |
|        | Sant Jaume de Vilamontà                             | Manlleu  | església capella | Estil: arquitectura eclèctica                                            | 42° 01′ 09″ N, 2° 16′ 47″ E / 42.0193°N,2.27983°E ca:BV-5224, km 2                    | bé integrant del patrimoni cultural català | Sant Jaume de Vilamontà                                       | Modifica les dades a Wikidata |
|        | Sant Julià de Vilamirosa                            | Manlleu  | església         | Estil: arquitectura romànica arquitectura barroca 11st century           | 41° 59′ 30″ N, 2° 16′ 37″ E / 41.99161°N,2.27692°E 468 msnm                           | bé integrant del patrimoni cultural català | Sant Julià de Vilamirosa                                      | Modifica les dades a Wikidata |
|        | Santa Maria de Manlleu                              | Manlleu  | església         | Arquitecte: Josep Maria Pericas i Morros Estil: arquitectura barroca     | 42° 00′ 04″ N, 2° 17′ 05″ E / 42.00104°N,2.28484°E ca:Pl. Dalt Vila                   | bé integrant del patrimoni cultural català | Santa Maria de Manlleu                                        | Modifica les dades a Wikidata |
|        | Santuari de Puig-agut                               | Manlleu  | església         | Estil: historicisme arquitectònic                                        | 42° 01′ 46″ N, 2° 17′ 37″ E / 42.02955°N,2.29359°E                                    | bé integrant del patrimoni cultural català | Santuari de Puig-agut                                         | Modifica les dades a Wikidata |
|        | església de les Germanes Carmelites de l'Ensenyança | Manlleu  | església         | Estil: arquitectura eclèctica 20th century                               | 41° 59′ 56″ N, 2° 17′ 01″ E / 41.99875°N,2.28373°E ca:C. Sant Domènec, 24 445 msnm    | bé integrant del patrimoni cultural català | Església de les Germanes Carmelites de l'Ensenyança (Manlleu) | Modifica les dades a Wikidata |

## granja
| imatge | Nom                | Ubicat a | instància de | Detalls | coordenades                                                         | Protecció | Commons (més fotos) | Dades a WD                    |
| ------ | ------------------ | -------- | ------------ | ------- | ------------------------------------------------------------------- | --------- | ------------------- | ----------------------------- |
|        | Granges del Ter    | Manlleu  | granja       |         | 41° 59′ 58″ N, 2° 14′ 51″ E / 41.9993692106366°N,2.24754910030433°E |           |                     | Modifica les dades a Wikidata |
|        | Granja de Mas Illa | Manlleu  | granja       |         | 42° 00′ 52″ N, 2° 16′ 30″ E / 42.0143348634787°N,2.27502980213171°E |           |                     | Modifica les dades a Wikidata |

## jaciment arqueològic
| imatge | Nom                                                                    | Ubicat a | instància de         | Detalls                      | coordenades                                                          | Protecció                                  | Commons (més fotos) | Dades a WD                    |
| ------ | ---------------------------------------------------------------------- | -------- | -------------------- | ---------------------------- | -------------------------------------------------------------------- | ------------------------------------------ | ------------------- | ----------------------------- |
|        | Can Caseta                                                             | Manlleu  | jaciment arqueològic |                              | 41° 59′ 50″ N, 2° 17′ 28″ E / 41.997183°N,2.290989°E                 | bé cultural d'interès local                |                     | Modifica les dades a Wikidata |
|        | jaciment arqueològic de l'Institut de Batxillerat Antoni Pous i Argila | Manlleu  | jaciment arqueològic | Estat: enderrocat o destruït | 42° 00′ 11″ N, 2° 16′ 27″ E / 42.00309241653368°N,2.27409653975654°E | bé integrant del patrimoni cultural català |                     | Modifica les dades a Wikidata |

## masia
| imatge | Nom                    | Ubicat a        | instància de     | Detalls                                                       | coordenades                                                                          | Protecció                                                              | Commons (més fotos)        | Dades a WD                    |
| ------ | ---------------------- | --------------- | ---------------- | ------------------------------------------------------------- | ------------------------------------------------------------------------------------ | ---------------------------------------------------------------------- | -------------------------- | ----------------------------- |
|        | Cal Batlle             | Manlleu         | masia            | Estil: arquitectura popular                                   | 42° 00′ 42″ N, 2° 16′ 51″ E / 42.01158°N,2.28085°E                                   | bé integrant del patrimoni cultural català                             | Cal Batlle (Manlleu)       | Modifica les dades a Wikidata |
|        | Cal Sant               | Manlleu         | masia            |                                                               | 41° 59′ 53″ N, 2° 15′ 24″ E / 41.997933151556°N,2.25660961260832°E                   |                                                                        |                            | Modifica les dades a Wikidata |
|        | Camporat               | Manlleu         | masia            | Estil: arquitectura popular                                   | 42° 00′ 47″ N, 2° 16′ 38″ E / 42.013°N,2.27735°E                                     | bé integrant del patrimoni cultural català                             |                            | Modifica les dades a Wikidata |
|        | Can Cargol             | Manlleu         | masia            |                                                               | 42° 00′ 37″ N, 2° 15′ 31″ E / 42.0104103644396°N,2.25848113555825°E                  |                                                                        |                            | Modifica les dades a Wikidata |
|        | Can Codony             | Manlleu         | masia            |                                                               | 42° 01′ 00″ N, 2° 18′ 25″ E / 42.016747°N,2.306818°E 516 msnm                        |                                                                        |                            | Modifica les dades a Wikidata |
|        | Can Farigola           | Manlleu         | masia            |                                                               | 41° 59′ 53″ N, 2° 14′ 55″ E / 41.9980517507109°N,2.24854263515013°E                  |                                                                        |                            | Modifica les dades a Wikidata |
|        | Can Rosanes            | Manlleu         | masia            |                                                               | 42° 00′ 16″ N, 2° 14′ 58″ E / 42.004506129923°N,2.24940857172222°E                   |                                                                        |                            | Modifica les dades a Wikidata |
|        | Can Saborit            | Manlleu         | masia            |                                                               | 42° 00′ 07″ N, 2° 14′ 41″ E / 42.00193542414°N,2.2447053946301°E                     |                                                                        |                            | Modifica les dades a Wikidata |
|        | Can Titella            | Manlleu         | masia            |                                                               | 42° 00′ 25″ N, 2° 18′ 18″ E / 42.0069817414515°N,2.30500126371749°E                  |                                                                        |                            | Modifica les dades a Wikidata |
|        | Casadevall             | Manlleu         | masia            |                                                               | 42° 01′ 20″ N, 2° 17′ 34″ E / 42.0222455871197°N,2.29282869369733°E                  |                                                                        |                            | Modifica les dades a Wikidata |
|        | Casanova d'en Pous     | Manlleu         | masia            |                                                               | 42° 01′ 47″ N, 2° 17′ 10″ E / 42.0296251255067°N,2.28606653570236°E                  |                                                                        |                            | Modifica les dades a Wikidata |
|        | Caseta de Puig-rodon   | Manlleu         | masia            |                                                               | 41° 59′ 43″ N, 2° 15′ 55″ E / 41.9953412195445°N,2.26530872108729°E                  |                                                                        |                            | Modifica les dades a Wikidata |
|        | Diumeres               | Manlleu         | masia            |                                                               | 42° 01′ 32″ N, 2° 17′ 16″ E / 42.0254199586927°N,2.2876597546594°E                   |                                                                        |                            | Modifica les dades a Wikidata |
|        | Madiroles              | Manlleu         | masia            | Estil: arquitectura popular                                   | 42° 01′ 54″ N, 2° 17′ 07″ E / 42.0317°N,2.28516°E                                    | bé integrant del patrimoni cultural català bé cultural d'interès local |                            | Modifica les dades a Wikidata |
|        | Maians                 | Manlleu         | masia            |                                                               | 42° 01′ 08″ N, 2° 17′ 10″ E / 42.0189979040204°N,2.28614918879095°E                  |                                                                        |                            | Modifica les dades a Wikidata |
|        | Martorell              | Manlleu Torelló | masia            | Estil: arquitectura popular                                   | 42° 02′ 14″ N, 2° 17′ 01″ E / 42.0371°N,2.28364°E                                    | bé integrant del patrimoni cultural català                             |                            | Modifica les dades a Wikidata |
|        | Mas Bellfort           | Manlleu         | masia casa forta | Estil: gòtic tardà arquitectura popular                       | 42° 00′ 41″ N, 2° 18′ 01″ E / 42.0114°N,2.30019°E                                    | bé d'interès cultural bé cultural d'interès nacional                   |                            | Modifica les dades a Wikidata |
|        | Mas Bruguera           | Manlleu         | masia            |                                                               | 41° 59′ 46″ N, 2° 15′ 12″ E / 41.9960837170436°N,2.2533591166062°E                   |                                                                        |                            | Modifica les dades a Wikidata |
|        | Mas Estrada            | Manlleu         | masia            |                                                               | 41° 59′ 10″ N, 2° 16′ 19″ E / 41.9862321751699°N,2.27184785105864°E                  |                                                                        |                            | Modifica les dades a Wikidata |
|        | Mas Molist             | Manlleu         | masia            |                                                               | 41° 59′ 09″ N, 2° 16′ 12″ E / 41.9858428092381°N,2.27010185605376°E                  |                                                                        |                            | Modifica les dades a Wikidata |
|        | Mas Piella             | Manlleu         | masia            |                                                               | 42° 00′ 26″ N, 2° 16′ 35″ E / 42.0071828457254°N,2.27633068694325°E                  |                                                                        |                            | Modifica les dades a Wikidata |
|        | Mas Pous               | Manlleu         | masia            |                                                               | 42° 00′ 52″ N, 2° 17′ 04″ E / 42.0144832778095°N,2.2843276859734°E                   |                                                                        |                            | Modifica les dades a Wikidata |
|        | Mas Roca               | Manlleu         | masia            | Estil: arquitectura popular 20th century                      | 42° 00′ 21″ N, 2° 16′ 56″ E / 42.00584°N,2.28236°E ca:Pg. de Sant Joan, 182 462 msnm | bé integrant del patrimoni cultural català                             | Mas Roca (Manlleu)         | Modifica les dades a Wikidata |
|        | Mas Serrat             | Manlleu         | masia            |                                                               | 42° 00′ 49″ N, 2° 17′ 17″ E / 42.0136329817138°N,2.28808115194873°E                  |                                                                        |                            | Modifica les dades a Wikidata |
|        | Mas del Dolcet         | Manlleu         | masia            | Estil: arquitectura popular 16th century                      | 41° 59′ 51″ N, 2° 16′ 08″ E / 41.997576°N,2.268982°E 467 msnm                        | bé integrant del patrimoni cultural català                             | Mas del Dolcet             | Modifica les dades a Wikidata |
|        | Masia Lurdes           | Manlleu         | masia            | Estil: arquitectura popular                                   | 42° 01′ 47″ N, 2° 17′ 37″ E / 42.02962°N,2.29352°E                                   | bé integrant del patrimoni cultural català                             |                            | Modifica les dades a Wikidata |
|        | Masia Sant Jaume       | Manlleu         | masia            | Estil: arquitectura popular                                   | 42° 01′ 08″ N, 2° 16′ 48″ E / 42.01883°N,2.27995°E                                   | bé integrant del patrimoni cultural català                             |                            | Modifica les dades a Wikidata |
|        | Niubó                  | Manlleu         | masia            | Estil: arquitectura popular                                   | 42° 01′ 29″ N, 2° 17′ 31″ E / 42.0248°N,2.29199°E                                    | bé integrant del patrimoni cultural català                             |                            | Modifica les dades a Wikidata |
|        | Puig-rodon             | Manlleu         | masia            |                                                               | 41° 59′ 35″ N, 2° 16′ 05″ E / 41.9931254076819°N,2.26809899534589°E                  |                                                                        |                            | Modifica les dades a Wikidata |
|        | Rubió                  | Manlleu         | masia            |                                                               | 42° 01′ 13″ N, 2° 18′ 12″ E / 42.0203906952234°N,2.30321258813936°E                  |                                                                        |                            | Modifica les dades a Wikidata |
|        | Sant Jaume Vell        | Manlleu         | masia            | Estil: arquitectura popular                                   | 42° 01′ 28″ N, 2° 16′ 54″ E / 42.02445°N,2.28156°E                                   | bé integrant del patrimoni cultural català                             |                            | Modifica les dades a Wikidata |
|        | Torrents               | Manlleu         | masia            | Estil: arquitectura popular                                   | 42° 01′ 27″ N, 2° 18′ 05″ E / 42.0242°N,2.30144°E                                    | bé integrant del patrimoni cultural català                             |                            | Modifica les dades a Wikidata |
|        | Vilamontà              | Manlleu         | masia            |                                                               | 42° 01′ 13″ N, 2° 16′ 48″ E / 42.0203105477653°N,2.28001072428437°E                  |                                                                        |                            | Modifica les dades a Wikidata |
|        | el Benet               | Manlleu         | masia            | Estil: arquitectura popular                                   | 42° 00′ 14″ N, 2° 16′ 31″ E / 42.00381°N,2.27533°E                                   | bé integrant del patrimoni cultural català                             |                            | Modifica les dades a Wikidata |
|        | el Call                | Manlleu         | masia            |                                                               | 42° 00′ 14″ N, 2° 15′ 18″ E / 42.0038490175777°N,2.25499510411512°E                  |                                                                        |                            | Modifica les dades a Wikidata |
|        | el Corcó               | Manlleu         | masia            | Estil: arquitectura popular                                   | 42° 00′ 36″ N, 2° 16′ 22″ E / 42.0099°N,2.27279°E                                    | bé integrant del patrimoni cultural català                             |                            | Modifica les dades a Wikidata |
|        | el Duran               | Manlleu         | masia            |                                                               | 41° 59′ 32″ N, 2° 17′ 21″ E / 41.9922495701764°N,2.28924912898938°E                  |                                                                        |                            | Modifica les dades a Wikidata |
|        | el Falgars             | Manlleu         | masia            |                                                               | 42° 00′ 21″ N, 2° 15′ 05″ E / 42.005865228539°N,2.2513888937035°E                    |                                                                        |                            | Modifica les dades a Wikidata |
|        | el Fugurull            | Manlleu         | masia            | Estil: arquitectura popular arquitectura barroca 18th century | 41° 59′ 29″ N, 2° 16′ 36″ E / 41.99138°N,2.27653°E ca:Vila-setrú 470 msnm            | bé integrant del patrimoni cultural català                             | El Fugurull                | Modifica les dades a Wikidata |
|        | el Mas                 | Manlleu         | masia            |                                                               | 42° 00′ 52″ N, 2° 17′ 27″ E / 42.0145237528246°N,2.29084901345764°E                  |                                                                        |                            | Modifica les dades a Wikidata |
|        | el Pedrís              | Manlleu         | masia            |                                                               | 42° 00′ 18″ N, 2° 15′ 34″ E / 42.0050848736409°N,2.25947280062285°E                  |                                                                        |                            | Modifica les dades a Wikidata |
|        | el Perer               | Manlleu         | masia            |                                                               | 42° 01′ 01″ N, 2° 17′ 41″ E / 42.016947554476°N,2.2947386907531°E                    |                                                                        |                            | Modifica les dades a Wikidata |
|        | el Poquí               | Manlleu         | masia            | Estil: arquitectura barroca                                   | 42° 00′ 26″ N, 2° 16′ 11″ E / 42.0073°N,2.26976°E ca:BV-5224, Vila-setrú             | bé integrant del patrimoni cultural català                             | El Poquí                   | Modifica les dades a Wikidata |
|        | el Puig de Malla       | Manlleu         | masia            |                                                               | 41° 59′ 36″ N, 2° 16′ 24″ E / 41.9934198668185°N,2.27333546721089°E                  |                                                                        |                            | Modifica les dades a Wikidata |
|        | el Serrallo            | Manlleu         | masia            |                                                               | 42° 00′ 36″ N, 2° 16′ 38″ E / 42.0099178826131°N,2.27728995934917°E                  |                                                                        |                            | Modifica les dades a Wikidata |
|        | el Verdaguer           | Manlleu         | masia            | Estil: arquitectura popular                                   | 42° 00′ 28″ N, 2° 17′ 40″ E / 42.0077°N,2.29434°E                                    | bé integrant del patrimoni cultural català                             |                            | Modifica les dades a Wikidata |
|        | el Vivet               | Manlleu         | masia            |                                                               | 41° 59′ 40″ N, 2° 15′ 47″ E / 41.9944357809957°N,2.26315796637293°E                  |                                                                        |                            | Modifica les dades a Wikidata |
|        | l'Urgell               | Manlleu         | masia            |                                                               | 41° 59′ 50″ N, 2° 15′ 13″ E / 41.9972828374601°N,2.25355035937467°E                  |                                                                        |                            | Modifica les dades a Wikidata |
|        | l'Urgell Nou           | Manlleu         | masia            |                                                               | 41° 59′ 56″ N, 2° 15′ 14″ E / 41.9988334231041°N,2.25377372562138°E                  |                                                                        |                            | Modifica les dades a Wikidata |
|        | la Barraca Vella       | Manlleu         | masia            | Estat: ruïnós                                                 | 41° 59′ 13″ N, 2° 16′ 50″ E / 41.986936°N,2.280446°E 457 msnm                        |                                                                        | La Barraca Vella (Manlleu) | Modifica les dades a Wikidata |
|        | la Casa Nova d'en Boix | Manlleu         | masia            |                                                               | 42° 00′ 05″ N, 2° 17′ 47″ E / 42.0014450920602°N,2.29652456358666°E                  |                                                                        |                            | Modifica les dades a Wikidata |
|        | la Casa Nova d'en Coma | Manlleu         | masia            |                                                               | 42° 00′ 09″ N, 2° 17′ 53″ E / 42.0023823173949°N,2.29808399979917°E                  |                                                                        |                            | Modifica les dades a Wikidata |
|        | la Casa Nova del Ter   | Manlleu         | masia            |                                                               | 41° 59′ 42″ N, 2° 15′ 02″ E / 41.995039185772°N,2.25063060104485°E                   |                                                                        |                            | Modifica les dades a Wikidata |
|        | la Casa Roja           | Manlleu         | masia            |                                                               | 41° 59′ 16″ N, 2° 16′ 25″ E / 41.9878017540838°N,2.27365288373242°E                  |                                                                        |                            | Modifica les dades a Wikidata |
|        | la Cavalleria          | Manlleu         | masia            | Estil: arquitectura popular 17th century                      | 41° 59′ 59″ N, 2° 17′ 51″ E / 41.99977°N,2.2975°E ca:Ctra. Masies de Roda 464 msnm   | bé integrant del patrimoni cultural català                             | La Cavalleria (Manlleu)    | Modifica les dades a Wikidata |
|        | la Coma                | Manlleu         | masia            |                                                               | 42° 00′ 52″ N, 2° 16′ 53″ E / 42.0144821233256°N,2.28126004858723°E                  |                                                                        |                            | Modifica les dades a Wikidata |
|        | la Comella             | Manlleu         | masia            | Estil: arquitectura popular                                   | 41° 59′ 56″ N, 2° 15′ 50″ E / 41.99882°N,2.26396°E                                   | bé integrant del patrimoni cultural català                             |                            | Modifica les dades a Wikidata |
|        | la Costa               | Manlleu         | masia            |                                                               | 42° 00′ 03″ N, 2° 14′ 57″ E / 42.0008931102603°N,2.24919746609068°E                  |                                                                        |                            | Modifica les dades a Wikidata |
|        | la Miranda             | Manlleu         | masia            |                                                               | 42° 01′ 12″ N, 2° 16′ 33″ E / 42.019941500762°N,2.27575121405165°E                   |                                                                        |                            | Modifica les dades a Wikidata |
|        | la Moreta              | Manlleu         | masia            |                                                               | 42° 00′ 26″ N, 2° 15′ 41″ E / 42.0072773723156°N,2.26147613987506°E                  |                                                                        |                            | Modifica les dades a Wikidata |
|        | la Rierola             | Manlleu         | masia            | Estil: arquitectura popular 19th century                      | 41° 59′ 22″ N, 2° 16′ 32″ E / 41.989375°N,2.27563°E ca:Vila-setrú 467 msnm           | bé integrant del patrimoni cultural català                             | La Rierola (Manlleu)       | Modifica les dades a Wikidata |
|        | la Roca de Clavelles   | Manlleu         | masia            | Estil: arquitectura popular                                   | 41° 59′ 54″ N, 2° 15′ 03″ E / 41.99836°N,2.25079°E                                   | bé integrant del patrimoni cultural català                             |                            | Modifica les dades a Wikidata |
|        | la Roca del Pont       | Manlleu         | masia            |                                                               | 41° 59′ 41″ N, 2° 16′ 50″ E / 41.9946546574381°N,2.28062595604715°E                  |                                                                        |                            | Modifica les dades a Wikidata |
|        | la Rovira              | Manlleu         | masia            |                                                               | 41° 59′ 11″ N, 2° 16′ 06″ E / 41.9865153500255°N,2.26822300257888°E                  |                                                                        |                            | Modifica les dades a Wikidata |
|        | la Serra de la Rierola | Manlleu         | masia            |                                                               | 41° 59′ 12″ N, 2° 16′ 33″ E / 41.986600437916°N,2.27596023676665°E                   |                                                                        |                            | Modifica les dades a Wikidata |
|        | la Talaia              | Manlleu         | masia            |                                                               | 42° 00′ 13″ N, 2° 18′ 25″ E / 42.003512267237°N,2.3069622713659°E                    |                                                                        |                            | Modifica les dades a Wikidata |
|        | les Basses             | Manlleu         | masia            |                                                               | 42° 00′ 06″ N, 2° 15′ 35″ E / 42.0015566599214°N,2.25983973615681°E                  |                                                                        |                            | Modifica les dades a Wikidata |
|        | les Ferreres           | Manlleu         | masia            |                                                               | 42° 00′ 23″ N, 2° 18′ 29″ E / 42.0063064448471°N,2.3080154939578°E                   |                                                                        |                            | Modifica les dades a Wikidata |
|        | les Roques Blanques    | Manlleu         | masia            |                                                               | 42° 00′ 13″ N, 2° 16′ 21″ E / 42.0035740590917°N,2.27250748911102°E                  |                                                                        |                            | Modifica les dades a Wikidata |

## molí d'aigua
| imatge | Nom                    | Ubicat a | instància de | Detalls                                   | coordenades                                                                       | Protecció                                  | Commons (més fotos) | Dades a WD                    |
| ------ | ---------------------- | -------- | ------------ | ----------------------------------------- | --------------------------------------------------------------------------------- | ------------------------------------------ | ------------------- | ----------------------------- |
|        | Molí Torrent del Poqui | Manlleu  | molí d'aigua | Estil: arquitectura popular Estat: ruïnós |                                                                                   | bé integrant del patrimoni cultural català |                     | Modifica les dades a Wikidata |
|        | Molí de Can Muntada    | Manlleu  | molí d'aigua | Estil: arquitectura popular 19th century  | 41° 59′ 53″ N, 2° 17′ 10″ E / 41.99801°N,2.28601°E ca:c. Font d'en Molas 444 msnm | bé integrant del patrimoni cultural català | Molí de Can Muntada | Modifica les dades a Wikidata |
|        | Molí de Miarons        | Manlleu  | molí d'aigua | Estil: arquitectura popular 17th century  | 41° 59′ 54″ N, 2° 16′ 43″ E / 41.9982°N,2.27851°E ca:Pg. del Ter 445 msnm         | bé integrant del patrimoni cultural català | Molí de Miarons     | Modifica les dades a Wikidata |
|        | el Molinot             | Manlleu  | molí d'aigua |                                           | 41° 59′ 46″ N, 2° 16′ 32″ E / 41.9961801135308°N,2.27542907304265°E               |                                            |                     | Modifica les dades a Wikidata |

## plaça
| imatge | Nom                   | Ubicat a | instància de | Detalls | coordenades                                                               | Protecció                                  | Commons (més fotos)            | Dades a WD                    |
| ------ | --------------------- | -------- | ------------ | ------- | ------------------------------------------------------------------------- | ------------------------------------------ | ------------------------------ | ----------------------------- |
|        | plaça de Fra Bernardí | Manlleu  | plaça        |         | 41° 59′ 59″ N, 2° 17′ 03″ E / 41.9998°N,2.28411°E                         | bé integrant del patrimoni cultural català | Plaça de Fra Bernadí (Manlleu) | Modifica les dades a Wikidata |
|        | plaça de Gràcia       | Manlleu  | plaça        | 1944    | 42° 00′ 04″ N, 2° 16′ 23″ E / 42.00111°N,2.27294°E ca:Pl. Gràcia 466 msnm | bé integrant del patrimoni cultural català | Plaça de Gràcia de Manlleu     | Modifica les dades a Wikidata |

## polígon industrial
| imatge | Nom                                     | Ubicat a | instància de       | Detalls | coordenades                                                         | Protecció | Commons (més fotos) | Dades a WD                    |
| ------ | --------------------------------------- | -------- | ------------------ | ------- | ------------------------------------------------------------------- | --------- | ------------------- | ----------------------------- |
|        | Polígon industrial El Verdeguer-Cal Xic | Manlleu  | polígon industrial |         | 42° 00′ 19″ N, 2° 17′ 40″ E / 42.0052954643414°N,2.29433268461867°E |           |                     | Modifica les dades a Wikidata |
|        | Polígon industrial La Coromina          | Manlleu  | polígon industrial |         | 42° 00′ 31″ N, 2° 17′ 37″ E / 42.0086951165115°N,2.29354638271714°E |           |                     | Modifica les dades a Wikidata |
|        | Polígon industrial La Font de Terrers   | Manlleu  | polígon industrial |         | 42° 00′ 32″ N, 2° 18′ 12″ E / 42.0089703086292°N,2.30320439778288°E |           |                     | Modifica les dades a Wikidata |

## pont
| imatge | Nom               | Ubicat a                       | instància de             | Detalls                                                                                                 | coordenades                                                                   | Protecció                                  | Commons (més fotos)     | Dades a WD                    |
| ------ | ----------------- | ------------------------------ | ------------------------ | --- | ----------------------------------------------------------------------------- | ------------------------------------------ | ----------------------- | ----------------------------- |
|        | Pont de la Gleva  | Manlleu les Masies de Voltregà | pont                     | Estil: arquitectura popular 1941 Travessa: Ter Estat: bon estat                                         | 42° 00′ 09″ N, 2° 14′ 36″ E / 42.00262°N,2.24325°E ca:Ctra. BV-4608, la Gleva | bé integrant del patrimoni cultural català | Pont de la Gleva        | Modifica les dades a Wikidata |
|        | Pont del Tren     | Manlleu                        | pont viaducte ferroviari | Arquitecte: Gustave Eiffel Estil: arquitectura del ferro Travessa: Ter Hi passa: línia Barcelona-Ripoll | 41° 59′ 47″ N, 2° 16′ 13″ E / 41.99633°N,2.27034°E 454 msnm                   | bé integrant del patrimoni cultural català | Pont del Tren (Manlleu) | Modifica les dades a Wikidata |
|        | pont de Can Molas | Manlleu                        | pont                     | Estil: arquitectura gòtica 15th century Travessa: Ter                                                   | 41° 59′ 49″ N, 2° 17′ 10″ E / 41.99695°N,2.286°E ca:Baix Vila 451 msnm        | bé integrant del patrimoni cultural català | Pont de Can Molas       | Modifica les dades a Wikidata |

## Misc
| imatge | Nom                                | Ubicat a                                  | instància de                                                                   | Detalls                                                  | coordenades                                                                                                | Protecció                                            | Commons (més fotos)                       | Dades a WD                    |
| ------ | ---------------------------------- | ----------------------------------------- | ------------------------------------------------------------------------------ | -------------------------------------------------------- | --- | ---------------------------------------------------- | ----------------------------------------- | ----------------------------- |
|        | Barri de l'Erm                     | Manlleu                                   | barri                                                                          |                                                          | 42° 00′ 19″ N, 2° 17′ 05″ E / 42.005309°N,2.284723°E                                                       |                                                      |                                           | Modifica les dades a Wikidata |
|        | Can Llanes                         | Manlleu                                   | edifici industrial                                                             | 19th century                                             | 41° 59′ 55″ N, 2° 17′ 40″ E / 41.99863°N,2.29437°E ca:Pg. del Ter 445 msnm                                 | bé integrant del patrimoni cultural català           | Can Llanes                                | Modifica les dades a Wikidata |
|        | Castell de Sant Jaume              | Manlleu                                   | castell                                                                        |                                                          | 42° 01′ 02″ N, 2° 16′ 55″ E / 42.0171798857869°N,2.28202681081745°E                                        |                                                      |                                           | Modifica les dades a Wikidata |
|        | Estació de Manlleu                 | Manlleu                                   | estació de ferrocarril edifici                                                 | Estil: arquitectura popular                              | 41° 59′ 59″ N, 2° 16′ 09″ E / 41.999844444444°N,2.2693027777778°E                                          | bé integrant del patrimoni cultural català           | Manlleu train station                     | Modifica les dades a Wikidata |
|        | Fornícules i imatges religioses    | Manlleu                                   | fornícula                                                                      |                                                          | 42° 00′ 05″ N, 2° 17′ 04″ E / 42.00128°N,2.28441°E ca:Nucli antic                                          | bé integrant del patrimoni cultural català           | Fornícules i imatges religioses (Manlleu) | Modifica les dades a Wikidata |
|        | Manlleu                            | Manlleu                                   | entitat singular de població capital municipal ens local històric de Catalunya | 21291 hab                                                | 42° 00′ 08″ N, 2° 17′ 05″ E / 42.00228°N,2.28476°E 460 msnm                                                |                                                      |                                           | Modifica les dades a Wikidata |
|        | Parc d'Àngela Roca                 | Manlleu                                   | parc                                                                           |                                                          | 42° 00′ 08″ N, 2° 16′ 55″ E / 42.00235°N,2.28203°E                                                         |                                                      |                                           | Modifica les dades a Wikidata |
|        | Pou de glaç de Salou               | Manlleu                                   | pou de neu                                                                     | Estil: arquitectura popular                              | | bé integrant del patrimoni cultural català           |                                           | Modifica les dades a Wikidata |
|        | Quadra de Clavelles                | Manlleu                                   | quadra ens local històric de Catalunya                                         |                                                          | 41° 59′ 54″ N, 2° 15′ 03″ E / 41.99836°N,2.25079°E                                                         |                                                      |                                           | Modifica les dades a Wikidata |
|        | Rentants de Baix                   | Manlleu                                   | safareig                                                                       | Estil: arquitectura popular 20th century                 | 41° 59′ 52″ N, 2° 17′ 13″ E / 41.99765°N,2.28683°E ca:Vora el canal al final del pg. de Sant Joan 443 msnm | bé integrant del patrimoni cultural català           | Rentants de Baix                          | Modifica les dades a Wikidata |
|        | Ter                                | Ripollès Osona Selva Gironès Baix Empordà | curs d'aigua riu principal                                                     | Desemboca: mar Mediterrània Llarg: 208km Conca: 3010km²  | 42° 25′ 40″ N, 2° 15′ 24″ E / 42.427778°N,2.256667°E 42° 01′ 24″ N, 3° 11′ 31″ E / 42.02347°N,3.19187°E    |                                                      | Ter River                                 | Modifica les dades a Wikidata |
|        | Vilamirosa                         | Manlleu                                   | antic assentament ens local històric de Catalunya                              |                                                          | 41° 59′ 30″ N, 2° 16′ 37″ E / 41.9916°N,2.27692°E 470 msnm                                                 |                                                      | Vilamirosa                                | Modifica les dades a Wikidata |
|        | canal de Manlleu                   | Manlleu                                   | canal                                                                          | Estil: arquitectura popular                              | 41° 59′ 54″ N, 2° 16′ 42″ E / 41.9983°N,2.27829°E                                                          | bé cultural d'interès local                          | Canal de Manlleu                          | Modifica les dades a Wikidata |
|        | capella de Sant Sebastià           | Manlleu                                   | capella                                                                        | Estil: arquitectura popular Estat: enderrocat o destruït | 41° 59′ 45″ N, 2° 15′ 32″ E / 41.9957°N,2.25893°E Colònia Rusiñol                                          | bé integrant del patrimoni cultural català           |                                           | Modifica les dades a Wikidata |
|        | casa consistorial de Manlleu       | Manlleu                                   | casa consistorial                                                              |                                                          | 42° 00′ 00″ N, 2° 17′ 01″ E / 42.0000302°N,2.2836049°E                                                     |                                                      |                                           | Modifica les dades a Wikidata |
|        | font de la Mare de Déu             | Manlleu                                   | font                                                                           | Estil: arquitectura popular 18th century                 | 42° 00′ 03″ N, 2° 17′ 02″ E / 42.0008°N,2.28402°E ca:C. de la Font 454 msnm                                | bé integrant del patrimoni cultural català           | Font de la Mare de Déu (Manlleu)          | Modifica les dades a Wikidata |
|        | la Coromina                        | Manlleu                                   | nucli de població                                                              |                                                          | 42° 00′ 45″ N, 2° 17′ 33″ E / 42.01242975279°N,2.2923732317104°E                                           |                                                      |                                           | Modifica les dades a Wikidata |
|        | les Masies de Manlleu              | Manlleu                                   | disseminat ens local històric de Catalunya                                     |                                                          | 42° 00′ 52″ N, 2° 16′ 52″ E / 42.0143163°N,2.2811758°E                                                     |                                                      |                                           | Modifica les dades a Wikidata |
|        | muralles de Manlleu                | Manlleu                                   | muralla urbana jaciment arqueològic                                            | 13rd century                                             | 42° 00′ 04″ N, 2° 17′ 02″ E / 42.001018°N,2.283977°E                                                       | bé d'interès cultural bé cultural d'interès nacional | Muralles de Manlleu                       | Modifica les dades a Wikidata |
|        | xemeneia i turbines de Ca l'Estapé | Manlleu                                   | xemeneia de fàbrica                                                            | Estil: arquitectura popular                              | 41° 59′ 55″ N, 2° 17′ 18″ E / 41.99863°N,2.28835°E ca:Pg. del Ter 471 msnm                                 | bé integrant del patrimoni cultural català           | Xemeneia i turbines de Ca l'Estapé        | Modifica les dades a Wikidata |